# Aserbaidschanischer Fußballpokal 2016/17
Der Aserbaidschanischer Fußballpokal 2016/17 war die 25. Austragung des Pokalwettbewerbs im Fußball in Aserbaidschan. Pokalsieger wurde Titelverteidiger FK Qarabağ Ağdam. Das Team setzte sich im Finale gegen den FK Qəbələ nach Elfmeterschießen durch. Qarabağ war als Meister bereits für die UEFA Champions League 2017/18 qualifiziert, sodass der Platz für die UEFA Europa League 2017/18 an die ligabeste Mannschaft ging, die nicht bereits für einen der europäischen Wettbewerbe qualifiziert war. 

## Modus
In der Qualifikationsrunde, im Achtelfinale und Finale wurden die Begegnungen in einem Spiel entschieden. Bei unentschiedenem Ausgang wurde das Spiel verlängert und gegebenenfalls durch Elfmeterschießen entschieden.
Im Viertel- und Halbfinale wurden die Sieger in Hin- und Rückspiel ermittelt. Bei Torgleichstand in beiden Spielen zählte zunächst die größere Zahl der auswärts erzielten Tore; gab es auch hierbei einen Gleichstand, wurde das Rückspiel verlängert und ggf. ein Elfmeterschießen zur Entscheidung ausgetragen. 

## Teilnehmer
| Premyer Liqası (8)                                                                                                 | Birinci Divizionu (10) |
| --- | --- |
| - AZAL PFK Baku - PFK Kəpəz - İnter Baku - Neftçi Baku PFK - FK Qarabağ Ağdam - FK Qəbələ - Sumqayıt PFK - Zirə FK | - Bakılı Baku PFK - MOİK Baku PFK - Qaradağ Lökbatan FK - Rəvan Baku FK - FK Şahdağ-Samur - FK Şəmkir - Səbail FK - Şərurspor PFK - PFK Turan Tovuz - Zaqatala PFK |

## Qualifikationsrunde
In dieser Runde nahmen vier Zweitligisten teil.
| Datum      |                      | Ergebnis |                          |
| ---------- | -------------------- | -------- | ------------------------ |
| 12.10.2016 | PFK Turan Tovuz (II) | 4:0      | Bakılı Baku PFK (II)     |
| 12.10.2016 | FK Şəmkir (II)       | 1:2      | Qaradağ Lökbatan FK (II) |

## Achtelfinale
Teilnehmer: Die zwei Sieger der Qualifikationsrunde, alle acht Erstligisten und sechs weitere Zweitligisten.
| Datum      |                      | Ergebnis              |                          |
| ---------- | -------------------- | --------------------- | ------------------------ |
| 02.12.2016 | Neftçi Baku PFK (I)  | 2:0                   | Şərurspor PFK (II)       |
| 02.12.2016 | MOİK Baku PFK (II)   | 0:2                   | Sumqayıt PFK (I)         |
| 02.12.2016 | İnter Baku (I)       | 5:1                   | Qaradağ Lökbatan FK (II) |
| 02.12.2016 | AZAL PFK Baku (I)    | 4:0                   | Rəvan Baku FK (II)       |
| 03.12.2016 | PFK Turan Tovuz (II) | 0:1                   | Zirə FK (I)              |
| 03.12.2016 | FK Qarabağ Ağdam (I) | 5:0                   | Səbail FK (II)           |
| 03.12.2016 | FK Şahdağ-Samur (I)  | 1:5                   | PFK Kəpəz (I)            |
| 03.12.2016 | FK Qəbələ (I)        | 2:2 n. V. (4:1 i. E.) | Zaqatala PFK (II)        |

## Viertelfinale
| Datum             |                      | Gesamt |                     | Hinspiel | Rückspiel |
| ----------------- | -------------------- | ------ | ------------------- | -------- | --------- |
| 13.12./21.12.2016 | FK Qəbələ (I)        | 3:1    | AZAL PFK Baku (I)   | 2:1      | 1:0       |
| 13.12./21.12.2016 | İnter Baku (I)       | 2:0    | PFK Kəpəz (I)       | 2:0      | 0:0       |
| 13.12./21.12.2016 | FK Qarabağ Ağdam (I) | 11:20  | Sumqayıt PFK (I)    | 6:0      | 5:2       |
| 13.12./21.12.2016 | Zirə FK (I)          | 2:4    | Neftçi Baku PFK (I) | 0:3      | 2:1       |

## Halbfinale
| Datum             |                     | Gesamt |                      | Hinspiel | Rückspiel |
| ----------------- | ------------------- | ------ | -------------------- | -------- | --------- |
| 30.03./05.04.2017 | İnter Baku (I)      | 1:5    | FK Qəbələ (I)        | 1:3      | 0:2       |
| 27.04./04.05.2017 | Neftçi Baku PFK (I) | 0:2    | FK Qarabağ Ağdam (I) | 0:2      | 0:0       |

## Finale
| Paarung          | FK Qarabağ Ağdam – FK Qəbələ |
| Ergebnis         | 2:0 (0:0) |
| Datum            | 5. Mai 2017 |
| Stadion          | Naxçıvan-Stadtstadion, Naxçıvan |
| Zuschauer        | 12.800 |
| Schiedsrichter   | Fariz Yusifov |
| Tore             | 1:0 Mahir Madatov (52.) 1:0 Ürfan Abassov (68., Eigentor) |
| FK Qarabağ Ağdam | Ibrahim Šehić – Maksim Medvedev, Rəşad Sadıqov (54. Coşqun Diniyev), Ansi Agolli, Badavi Hüseynov – Qara Qarayev, Míchel, Muarem Muarem, Richard Almeida (85. Rahid Əmirquliyev) – Əfran İsmayılov, Mahir Madatov Cheftrainer: Qurban Qurbanov                                                     |
| FK Qəbələ        | Dmytro Besotosnyj – Vojislav Stanković, Urfan Abbasov, Raşad Sadiqov, Cavid Hüseynov – Theo Weeks (27. Mahammad Mirzəbəyov), Araz Abdullayev (73. Bagaliy Dabo), Nika Kwekweskiri, Filip Ozobić – Tellur Mutallimov (26. Roman Hüseynov), Rafael Santos Cheftrainer: Roman Hryhortschuk ( Ukraine) |
| Gelbe Karten     | Mahir Madatov – Vojislav Stanković |